# The Coiner's Den
The Coiner's Den è un cortometraggio muto del 1912 diretto da Frank Wilson. Si conoscono pochi dati del film che, prodotto dalla Hepworth, fu distrutto nel 1924 dallo stesso produttore. Cecil M. Hepworth, in gravi difficoltà finanziarie, giunse a tanto per poter recuperare il nitrato d'argento della pellicola.

## Trama
Un investigatore, salvato da un cane, si finge conducente per poter portare una banda di falsari fino alla stazione di polizia.

## Produzione
Il film fu prodotto dalla Hepworth.

## Distribuzione
Distribuito dalla Hepworth, il film - un cortometraggio in una bobina - uscì nelle sale cinematografiche britanniche nell'aprile 1912.